# 巾帼百名
BBC巾幗百名（英語：100 Women）是由英國廣播公司所製作的多格式系列節目。這個年度系列節目探討了女性在21世紀社會中所扮演的角色，並且還曾於倫敦和墨西哥城舉辦實體活動。這份榜單的發佈也意味著由英國廣播公司所主導的國際性“BBC女性季（BBC's Women Season）”的開始；這是一個為期三週的以女性為主題的涵蓋電視廣播、網絡媒體、辯論及新聞等多形式的倡導活動。主辦方鼓勵女性以社交媒體參與製作榜單並發表評論，同時也歡迎她們在榜單發佈後參與訪問和辯論。

## 歷史背景
2012年，在印度德里發生了黑公交輪姦案後，時任英國廣播公司國際頻道總監莉莉安·蘭多和英國廣播公司（BBC）編輯的菲奧娜·克拉克（Fiona Crack）及其他記者受此影響而製作一系列當今社會女性的問題和成就的節目。她們認為，女性面臨的許多問題沒有得到深入報導。而到了2013年3月，英國廣播公司收到大量女性觀眾回饋，她們希望應該提供更多女性製作和關注女性的內容。
英國廣播公司於2013年正式推出巾幗百名節目，旨在解決女性在媒體中代表性不足的問題。參與首次評選的女性由英國廣播公司的國際業務部門調查並提名，這些國際業務部門涵蓋26種語言族群。該評選持續了一個月，最終於2013年10月25日舉行了一次會議；來自世界各地的100名女性在會議上討論了她們共同關心的問題。討論的議題範圍廣泛，涵蓋就業挑戰、女性主義、母親身份和宗教，並探討女性在生活中面臨來自文化和社會的挑戰。
該系列節目涵蓋了許多主題，包括教育、醫療保健、同工同酬、女性割禮、家庭暴力和性虐待，並致力於為女性提供一個討論如何改善世界和消除性別歧視的平台。榜單上的女性來自世界各地及各行各業，其中既包括已成名的女性，也包括較不出名者。

## 歷年巾幗

### 2024年
2024年巾幗百名名單於同年12月3日正式公佈，這次名單中包括了面臨衝突和人道危機的女性。本年度榜單分為五大類，其中“氣候先鋒”類別有11人上榜。

#### 氣候先鋒
| 姓名                     | 國家 / 地區 | 職業簡介           |
| ------------------------ | ----------- | ------------------ |
| 馬赫德爾·海勒塞拉西      | 衣索比亞    | 攝影師             |
| 內吉拉·伊斯克            | 土耳其      | 村長和森林活動人士 |
| 阿德尼克·奧拉多蘇        | 奈及利亞    | 氣候正義倡議者     |
| 伊娜·莫賈                |             | 藝術家和氣候倡導者 |
| 埃納斯·阿爾·古爾         | 巴勒斯坦    | 農業工程師         |
| 希爾希拉·阿查里亞        | 尼泊尔      | 永續發展企業家     |
| 娜歐蜜·昌達              | 尚比亞      | 農民和訓練師       |
| 羅斯瑪麗·維德勒-瓦爾蒂   | 瑞士        | 教師和氣候活動家   |
| 薩莎·盧奇奧尼            | 加拿大      | 電腦科學家         |
| 羅莎·巴斯克斯·埃斯皮諾薩 | 秘魯        | 生物學家           |
| 布麗吉特·巴蒂斯特        | 哥伦比亚    | 生態學家           |

#### 文化及教育
| 姓名                      | 國家 / 地區   | 職業簡介                     |
| ------------------------- | ------------- | ---------------------------- |
| 奧莉薇亞·麥克維           | 英国          | 化妝師                       |
| 克里斯蒂娜·阿西           | 黎巴嫩        | 攝影記者                     |
| 迪洛羅姆·尤爾多舍娃       |               | 裁縫和女商人                 |
| 春凤                      | 越南          | 電影導演、作家、畫廊老闆     |
| 尤金妮亞·博內蒂           | 義大利        | 修女                         |
| 萊斯利·洛克               | / 英国        | 建築師                       |
| 蘇敏                      | 中国          | 公路旅行者和網紅             |
| 阿納特·霍夫曼             | 以色列        | 宗教活動家                   |
| 辛達·阿卜迪·穆罕默德      |               | 記者                         |
| 斯韋特蘭娜‧阿諾基娜       | 俄羅斯        | 人權活動人士                 |
| 哈米達·阿曼               | 阿富汗        | 媒體與教育企業家             |
| 喬哈娜·巴哈蒙             | 哥伦比亚      | 社會活動人士                 |
| 伊達尼亞·德爾·里奧        | 古巴          | 時裝企業家                   |
| 海倫·莫利紐克斯           | 英国          | 「紀念威爾士婦女」聯合創始人 |
| 申大威                    | 緬甸          | 電影製片人                   |
| 克里斯蒂娜·里維拉·加爾薩  | 墨西哥 / 美国 | 作家                         |
| 沙努什·帕西普爾           | 伊朗 / 美国   | 作家和翻譯家                 |
| 普萊斯蒂亞·阿拉卡德       | 巴基斯坦      | 記者和詩人                   |
| 札尼爾辛札特·圖爾干巴耶娃 |               | 博物館經理                   |
| 莎朗·克萊因鮑姆           | 美国          | 拉比                         |
| 瑪格麗塔·巴里恩托斯       | 阿根廷        | 施粥所創辦人                 |
| 亞斯明·姆賈利             | 巴基斯坦      | 設計師                       |
| 翠西·艾敏                 | 英国          | 藝術家                       |
| 羅克西·穆雷               | 英国          | 身心障礙人士權利倡導者       |
| 馬赫德爾·海勒塞拉西       | 衣索比亞      | 攝影師                       |
| 普賈·夏爾馬               | 印度          | 殯儀表演者                   |
| 琳達·德羅芬·岡納斯多蒂爾  | 冰島          | 女性庇護所經理               |
| 哈比亞·阿爾·希米亞里      | 葉門          | 文物保育工程師               |
| 瑪麗亞·特蕾莎·奧爾塔      | 葡萄牙        | 詩人                         |

#### 娛樂及體育
| 姓名                   | 國家 / 地區 | 職業簡介             |
| ---------------------- | ----------- | -------------------- |
| 維內什·波加特          | 印度        | 摔跤運動員           |
| 瓊·切利莫·梅利         | / 羅馬尼亞  | 長跑運動員           |
| 亨德·薩布里            | 突尼西亞    | 演员                 |
| 渡邊直美               | 日本        | 喜劇演員             |
| 加比·莫雷諾            |             | 音樂家               |
| 艾麗森·菲利克斯        | 美国        | 田徑運動員           |
| 扎基亞·胡達達迪        | 阿富汗      | 跆拳道殘奧運動員     |
| 諾埃拉·維亞拉·恩瓦代伊 |             | 非洲流行音樂家       |
| 崔西·奧托              | 美国        | 射箭運動員           |
| 哈迪卡·奇亞尼          | 巴基斯坦    | 歌手兼詞曲作者       |
| 曾志英                 | 智利        | 乒乓球運動員         |
| 蕾伊                   | 英国        | 歌手                 |
| 莎朗·史東              | 美国        | 演員                 |
| 埃拉哈·索魯爾          | 阿富汗      | 歌手和作曲家         |
| 菲爾達·瑪西亞·庫尼亞   | 印度尼西亞  | 重金屬樂團主唱       |
| 趙婷                   | 英国        | 電影導演             |
| 麗貝卡·安得拉迪        | 巴西        | 體操運動員           |
| 伊娜·莫賈              |             | 藝術家和氣候倡導者   |
| 麥迪遜·泰夫林          | 加拿大      | 脫口秀主持人兼模特兒 |

#### 政治及社會活動
| 姓名                    | 國家 / 地區         | 職業簡介                     |
| ----------------------- | ------------------- | ---------------------------- |
| 阿魯納·羅伊             | 印度                | 社會運動人士                 |
| 安傑拉·雷納             | 英国                | 副首相                       |
| 馮媛                    | 中国                | 女權活動人士                 |
| 蓋爾蘭·約瑟夫           | 海地                | 移民權利活動人士             |
| 哈拉·阿爾卡里布         | 苏丹                | 反對戰爭性暴力的活動人士     |
| 丹妮爾·康托爾           | 以色列 / 巴勒斯坦   | 文化活動人士                 |
| 法齊亞·奧泰比           | 沙烏地阿拉伯 / 英国 | 女權運動者                   |
| 內吉拉·伊斯克           | 土耳其              | 村長和森林活動人士           |
| 凱瑟琳·馬丁內斯         | 委內瑞拉            | 人權律師                     |
| 凱米·巴德諾赫           | 英国                | 保守黨領袖                   |
| 鈴木夕湖                | 日本                | 強制絕育訴訟原告             |
| 納迪婭·穆拉德           | 伊拉克              | 諾貝爾和平獎得主             |
| 吉塞勒·佩利科特         | 法國                | 性暴力倖存者和活動人士       |
| 黃捷                    | 臺灣                | 政治人物                     |
| 安妮·西南杜庫·姆旺格    | 刚果民主共和国      | 礦工                         |
| 蘇珊·柯林斯             | 美国                | 參議員                       |
| 卡莎·傑奎琳·納巴格斯拉  | 乌干达              | 多元化和包容性活動人士       |
| 埃納夫·贊高克           | 以色列              | 釋放人質活動人士             |
| 羅斯瑪麗·維德勒-瓦爾蒂  | 瑞士                | 教師和氣候活動家             |
| 馬赫蘭·俾路支           | 巴基斯坦            | 醫生和政治活動人士           |
| 拉蒂莎·麥克克魯登       | 爱尔兰              | 愛爾蘭「旅行者運動」活動人士 |
| 安‧楚馬蓬               | 泰國                | LGBTQ+權利活動人士           |
| 莉莉亞·查尼舍娃         | 俄羅斯              | 政治活動人士和前囚犯         |
| 吉娜·莫達雷斯·戈爾吉    | 伊拉克              | 女權運動者                   |
| 阿曼達·祖拉夫斯基       | 美国                | 生育權倡導者                 |
| 露絲‧洛佩茲             | 薩爾瓦多            | 律師                         |
| 盧爾德·巴雷托           | 巴西                | 性工作者權利活動人士         |
| 哈娜-羅希蒂·邁皮-克拉克 | 新西兰              | 政治人物                     |

#### 科學、健康及科技
| 姓名                       | 國家 / 地區 | 職業簡介                   |
| -------------------------- | ----------- | -------------------------- |
| 埃納斯·阿爾·古爾           | 巴勒斯坦    | 農業工程師                 |
| 考納·馬爾格維              | 奈及利亞    | 內容審核者聯盟領袖         |
| 奧爾加·魯德涅娃            | 乌克兰      | 超人創傷中心創辦人         |
| 奧爾加·奧萊菲連科          | 乌克兰      | 農民                       |
| 薩莎·盧奇奧尼              | 加拿大      | 電腦科學家                 |
| 瑞克塔·阿克特·巴努         |             | 護士兼學校創辦人           |
| 希琳·阿貝德                | 巴勒斯坦    | 兒科醫生                   |
| 西爾瓦娜·桑托斯            | 巴西        | 生物學家                   |
| 布麗吉特·巴蒂斯特          | 哥伦比亚    | 生態學家                   |
| 薩拉·貝爾凱                | 英国 /      | 兒童科學實驗套裝設計師     |
| 喬治娜·朗                  |             | 腫瘤醫師                   |
| 卡塔林·考里科              | 匈牙利      | 生物化學家、諾貝爾獎得主   |
| 努爾‧伊瑪目                | 埃及        | 女性科技企業家             |
| 阿德尼克·蒂蒂洛普·奧拉多蘇 | 奈及利亞    | 氣候正義倡議者             |
| 朴秀彬                     |             | 「樓梯破碎機俱樂部」創辦人 |
| 加布里埃拉·薩拉斯·卡布雷拉 | 墨西哥      | 程式設計師和數據科學家     |
| 娜歐蜜·昌達                | 尚比亞      | 農民和訓練師               |
| 薩法·阿里                  | 苏丹        | 產科醫生                   |
| 斯內哈·雷瓦納爾            | 美国        | 人工智能專家               |
| 薩米亞                     | 叙利亚      | 心理諮詢師                 |
| 希爾希拉·阿查里亞          | 尼泊尔      | 永續發展企業家             |
| 蘇妮塔·威廉斯              | 美国        | 航天員                     |
| 羅莎·巴斯克斯·埃斯皮諾薩   | 秘魯        | 生物學家                   |

### 2023年
2023年BBC巾幗百名名單於11月21日公佈，名單中包括艾塔娜·邦馬蒂、阿邁勒·克魯尼、蒂姆尼特·格布鲁、胡達·卡坦、米歇爾·奧巴馬等人。同時由於極端高溫、山火、洪水和其他自然災害事件頻發，故而本屆巾幗百名名單首次設立了“氣候先鋒”分類。

## 外部連接
- 官方网站（繁體中文）
- 2024年度BBC巾幗百名專題 （页面存档备份，存于）（繁體中文）
- 2023年度BBC巾幗百名專題 （页面存档备份，存于）（繁體中文）
- 2022年度BBC巾幗百名專題 （页面存档备份，存于）（繁體中文）
- 2021年度BBC巾幗百名專題 （页面存档备份，存于）（繁體中文）